# Tomasz Bagiński

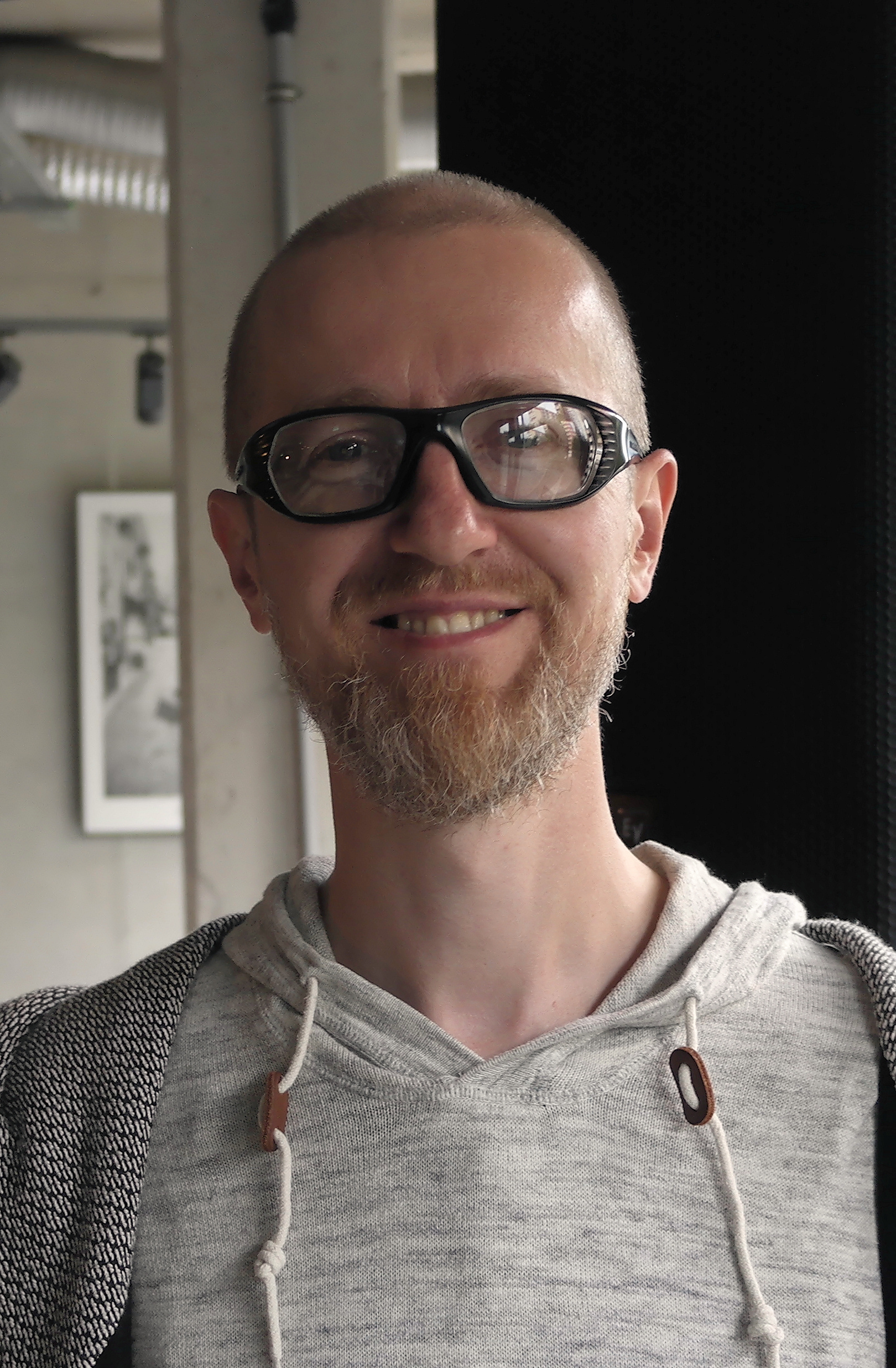
Tomasz Bagiński en 2016

Tomasz Bagiński (Białystok, Podlaquia, 10 de enero de 1976) es un artista, animador, director, guionista y productor polaco. Más conocido por haber dirigido la película "Knight of the Zodiac" que recaudó la suma de 7 millones de dólares en todo el mundo y que estuvo en Top 1 en HBO Afganistán. 

## Obras
- Katedra (2002) (título internacional: The Cathedral)
- Sztuka spadania (2004) (título internacional: Fallen Art)

## Premios y distinciones
Premios Óscar
| Año  | Categoría                  | Película | Resultado |
| ---- | -------------------------- | -------- | --------- |
| 2003 | Mejor cortometraje animado | Katedra  | Nominado  |

- 2006: premio BAFTA en la categoría Mejor cortometraje animado, por Sztuka spadania. El premio fue compartido con Jarek Sawko y Piotr Sikora.
- 2005: premio Grand Prix por cortometraje animado en el Festival de Cine de Golden Horse, por Sztuka spadania.